# مقاطعة لفرنة
مقاطعة لِفُرنة أو (نقحرة: ليفورنو) (بالإيطالية: Provincia di Livorno) أو قُرْنَة مقاطعة شمال غرب وسط إيطاليا في إقليم تُسكانة عاصمتها مدينة لِفُرنة، عدد سكانها 330.739 نسمة ومساحتها 1.211 كيلومتر مربع وبها 20 مدينة وبلدة وقرية، تطل غربا على بحر لغرية وبحر طراة تحدها شمالا وشرقا مقاطعة بيزا، وجنوبا مقاطعة غروسيتو.
ويتبع أراضي المقاطعة خمسة جزر أكبرها جزيرة إلبا ومساحتها 223 كيلومتر مربع، ويمر بالمقاطعة نهر واحد هو تشيتشينا.

## أهم المدن
- لِفُرنة
- بيومبينو
- روزينيانو ماريتيمو
- تشيتشينا